# Kelvin (Fluss)
Der Fluss Kelvin ist neben dem Clyde Glasgows zweiter Fluss. Er entspringt bei Kilsyth nordöstlich von Glasgow und mündet nach 33,5 Kilometern in Partick in den Fluss Clyde. Entlang des Flusslaufes befinden sich mehrere namhafte Sehenswürdigkeiten des westlichen Teils der Stadt Glasgow, darunter der Botanische Garten, die Universität Glasgow, der Kelvingrove Park und das Kelvingrove Art Gallery and Museum.

## Flussfauna
Der Kelvin bietet Lebensraum für das gemeine Eichhörnchen, Elstern, den Graureiher, den Kormoran, die Blaumeise, die Kohlmeise, den Buchfinken, die Amsel, die Rotdrossel, die Rabenkrähe, den Eisvogel, die Stockente, den Gänsesäger, den Rotfuchs und die Wanderratte. Im Fluss leben Bachforellen, der Bestand an Lachsen und Meerforellen hat zugenommen.

## Brücken über den Kelvin
In Glasgow führen mehrere Brücken über den Kelvin. Die größte ist die Great Western Bridge an der Great Western Road im Stadtteil West End. Unterhalb dieser Brücke ist die U-Bahn-Station Kelvinbridge. Dieser Name wird ebenfalls für die gesamte Gegend verwendet. Andere Brücken sind die Partick Bridge in Dumbarton, die Brücke am Queen Margaret Drive und einige im Kelvingrove Park.

## Sonstiges
Der bekannte Physiker William Thomson wurde 1892 zum 1. Baron Kelvin, of Largs, ernannt. Die Bezeichnung der Temperatur-Maßeinheit Kelvin, benannt nach ihrem Erfinder Lord Kelvin, kann daher von diesem Fluss abgeleitet werden.